# Elio Rusch
Elio Lino Rusch (Crissiumal, 16 de maio de 1952) é um político brasileiro filiado ao União Brasil. Atualmente é deputado estadual do Paraná.

## O início
Filho de Alberto Augusto Rusch e Orminda Arndt Rusch. Casado com Alita Rusch, e pai de Igor e Rogi.
Apenas dois anos depois de chegar ao Paraná, em 1974, Elio Rusch já era líder do movimento estudantil, muito forte naquela época. Presidiu grêmios estudantis e a Associação Rondonense de Estudantes Secundários - ARES, além de integrar a diretoria da União Paranaense dos Estudantes Secundários - UPES.
Esta liderança levou Elio Rusch para a vida pública.

## Vida pública
Em 1976, atendendo ao convite de um grupo de amigos, concorreu a uma cadeira na Câmara Municipal de Marechal Cândido Rondon. Elegeu-se com expressiva votação. Em 1982 e 1988 se reelegeu ao legislativo rondonense, sempre como vereador mais votado. Presidiu a Câmara Municipal durante sete dos 14 anos em que foi legislador do município, e chegou a assumir interinamente o cargo de prefeito de Marechal Cândido Rondon, no ano de 1984.
No ano de 1990, Elio Rusch foi candidato a deputado estadual, sendo eleito com mais de 15 mil votos. Em 1994 foi novamente candidato a deputado estadual, reelegendo-se desta vez com mais de 25 mil votos. Em 1998 disputou o terceiro mandato parlamentar, somando desta vez mais de 35 mil votos. E, no pleito de 2002, novamente ampliou sua votação e chegou perto de 40 mil votos. Na eleição seguinte, de 2006, Rusch voltou a se eleger com mais de 46 mil votos, sendo o deputado mais votado do partido e, em 2010, se reelegeu com quase 45 mil votos. A atuação séria em defesa das causas paranaenses e a defesa permanente dos grandes interesses do estado conferiram a Rusch grande credibilidade. Além disso ele se destacou por projetos importantes.
Uma de suas mais lembradas iniciativas foi a aprovação do projeto de lei que criou o Batalhão de Fronteira (1998), cuja implementação aconteceu em 2011, com sede em Marechal Cândido Rondon. Um dos mais recentes projetos de Rusch é o que criou a regulamentação para a cobrança fracionada de estacionamento (Lei Estadual nº 16785/11).
No campo político-partidário, Elio Rusch foi por três anos líder da bancada do Partido da Frente Liberal (PFL) na Assembleia Legislativa do Paraná. Foi também primeiro secretário do PFL no estado. Em 1999 assumiu como secretário-geral do partido e exerceu esse cargo até 2011, quando foi eleito presidente do diretório estadual do Democratas do Paraná. Na Assembleia Legislativa, Elio Rusch já ocupou várias funções de destaque. Participou e ainda participa de diversas comissões técnicas permanentes da casa. Foi várias vezes presidente da Comissão de Finanças. Já foi vice-presidente da Assembleia Legislativa, ocupando por diversas vezes a presidência.
Em 2011, Rusch foi escolhido para ser o relator da Lei de Diretrizes Orçamentárias (LDO), do Plano Plurianual (PPA) e do Orçamento Geral do Estado. Nas eleições de 2010, Elio Rusch se reelegeu deputado estadual, apoiou Beto Richa e foi reconhecido recebendo a incumbência de ser o vice-líder do governo. Em 2014, se reelegeu deputado estadual para o seu sétimo mandato consecutivo. Além disso, ocupa a liderança do Democratas.
Como representante do povo do Paraná, em especial da região Oeste, onde está concentrada grande parte de sua base eleitoral, como também na capital, Lapa e Rio Negro, Elio Rusch sempre teve uma atuação voltada ao atendimento das necessidades dos municípios, nas mais diversas áreas.
Além de suas atribuições na vida pública, foi membro fundador da Câmara Junior Internacional de Marechal Cândido Rondon onde atualmente é senador.

## Mandatos eletivos
- Eleito vereador em 1976, Marechal Cândido Rondon, PR - ARENA;
- Reeleito vereador em 1982, Marechal Cândido Rondon, PR - PDS;
- Reeleito vereador em 1988, Marechal Cândido Rondon, PR - PFL;
- Eleito deputado estadual em 1990 pelo PFL;
- Reeleito deputado estadual em 1994, 1998, 2002 e 2006 pelo PFL;
- Reeleito deputado estadual em 2010 pelo Democratas;
- Reeleito deputado estadual em 2014 pelo Democratas.

## Filiações partidárias
- ARENA
- PDS
- PFL
- DEM
- UNIÃO